# Michail Borovitinov
Michail Michailovitj Borovitinov, född 2 augusti 1874 i S:t Petersburg, död cirka 1918, var en rysk ämbetsman.
Borovitinov var som Finlands generalguvernörs kanslichef från 1911 och vice ordförande för senatens ekonomiavdelning 1913-17 en ivrig förespråkare för russificering av Finland. 